# Мовсесян, Сергей Мушегович
Серге́й Муше́гович Мовсеся́н (арм. Սերգեյ Մուշեղի Մովսեսյան; род. 3 ноября 1978, Тбилиси, Грузинская ССР) — армянский шахматист, гроссмейстер (1997). Победитель 40-й Шахматной Олимпиады (2012) и Восьмого командного чемпионата мира (2011) в составе команды Армении. Бронзовый призёр Десятого командного первенства мира (2015) в составе команды Армении.

## Биография
Армянского происхождения. Родился в Тбилиси, в 1994 переехал с родителями в Чехию. С 2002 по 2010 выступал за Словакию.
Победитель турниров в Берлине (1993, 1-2-е), Литомышле (1995), Тренчине (1995), Шале (1995), Пардубице (1995, 2016, 2018), Злине (1995, 1-2-е), Гамбурге (1997), Линзарот (1999), Праге (1999), Сараево (2002, 2007), мемориала Чигорина в Санкт-Петербурге (2007), Вейк-ан-Зее (2008, турнир B), Теплице (2016).Участник семи шахматных олимпиад (2 раза в команде Чехии, 3 раза в команде Словакии, 2 раза в команде Армении).  Рейтинг Эло на 1 ноября 2016 — 2672 (74-й в мире, 3-й среди шахматистов Армении). Наивысший рейтинг — 2751 (10-й в мире, январь 2009). Свободно говорит на девяти языках.
Выступал за следующие страны:
| Период      | Страна   |
| ----------- | -------- |
| 1998 - 2002 | Чехия    |
| 2002 - 2010 | Словакия |
| с 2010      | Армения  |

## Награды
- Медаль Мовсеса Хоренаци (3 сентября 2011 года) — по случаю 20-летия независимости Республики Армения, за блестящую победу, достигнутую на командном чемпионате мира по шахматам, за содействие развитию шахмат в Республике Армения[5][6].
- Орден Почёта (10 сентября 2012 года) — за блестящую победу команды на Всемирной шахматной олимпиаде, состоявшейся в Стамбуле в 2012 году, за отстаивание чести Родины на международной арене и за достойное представление Армении перед миром[7].